# MMC Norilsk Nickel
MMC Norilsk Nickel este o companie minieră din Rusia care este una dintre cele mai mari companii producătoare de nichel, paladiu și platină din lume.

## Achiziții
În martie 2004, Norilsk Nickel a cumpărat un pachet de 20% din acțiunile celui de-al patrulea producător mondial de aur, Gold Fields Ltd., de la grupul sud-african Anglo American, la prețul de 1,16 miliarde de dolari.